# Ambassade van Cuba in Suriname
De ambassade van Cuba in Suriname staat aan de Herman Snostraat in Paramaribo.

## Banden

### Jaren 1980
Eind mei 1981 kende Cuba zijn eerste, niet-residerende ambassadeur in Paramaribo, Iván César Martínez Montalvo. Door de invloed die er vanuit het communistische Cuba kwam, in combinatie met de Amerikaanse aanslag op de ideologische vriend Maurice Bishop uit Grenada, kwam legerleider Desi Bouterse onder grote druk te staan. Ook kwam er druk uit Brazilië, met een bliksembezoek van generaal Danilo Venturini die de boodschap van president João Figueiredo meegaf dat Brazilië niet langer Cubanen in zijn buurland duldde. Bouterse besloot per direct de titel van de ambassade terug te brengen tot een beperkte diplomatieke missie en de meeste Cubanen het land uit te wijzen. Cuba had in die tijd de grootste buitenlandse missie in Suriname.

### 2006
23 jaar later, tijdens het kabinet-Venetiaan III, werden de banden genormaliseerd en stuurde Cuba Andres Gonzalez Carrido als zijn nieuwe ambassadeur.

## Ambassadeurs
Het volgende overzicht is niet compleet.
| Ambassadeur                     | start            | vertrek            | opmerking       |
| ------------------------------- | ---------------- | ------------------ | --------------- |
| Iván César Martínez Montalvo    | mei 1981         |                    | niet residerend |
| Osvaldo Oscar Cardenas Junquera | oktober 1982     |                    |                 |
| 23 jaar geen ambassadeur        |                  |                    |                 |
| Andres Gonzalez Garrido         | 1 juni 2006      | 3 november 2010    |                 |
| Julio Armando Solis Ferreiro    | november 2010    | november 2015      |                 |
| Manuel Rubido Díaz              | februari 2016    | oktober 2018       |                 |
| Igor Azcuy González             | 20 november 2019 | eind november 2023 |                 |
| Fakri Rodríguez Pinelo          | 9 januari 2024   |                    |                 |